# Goldlunula von Schulenburg

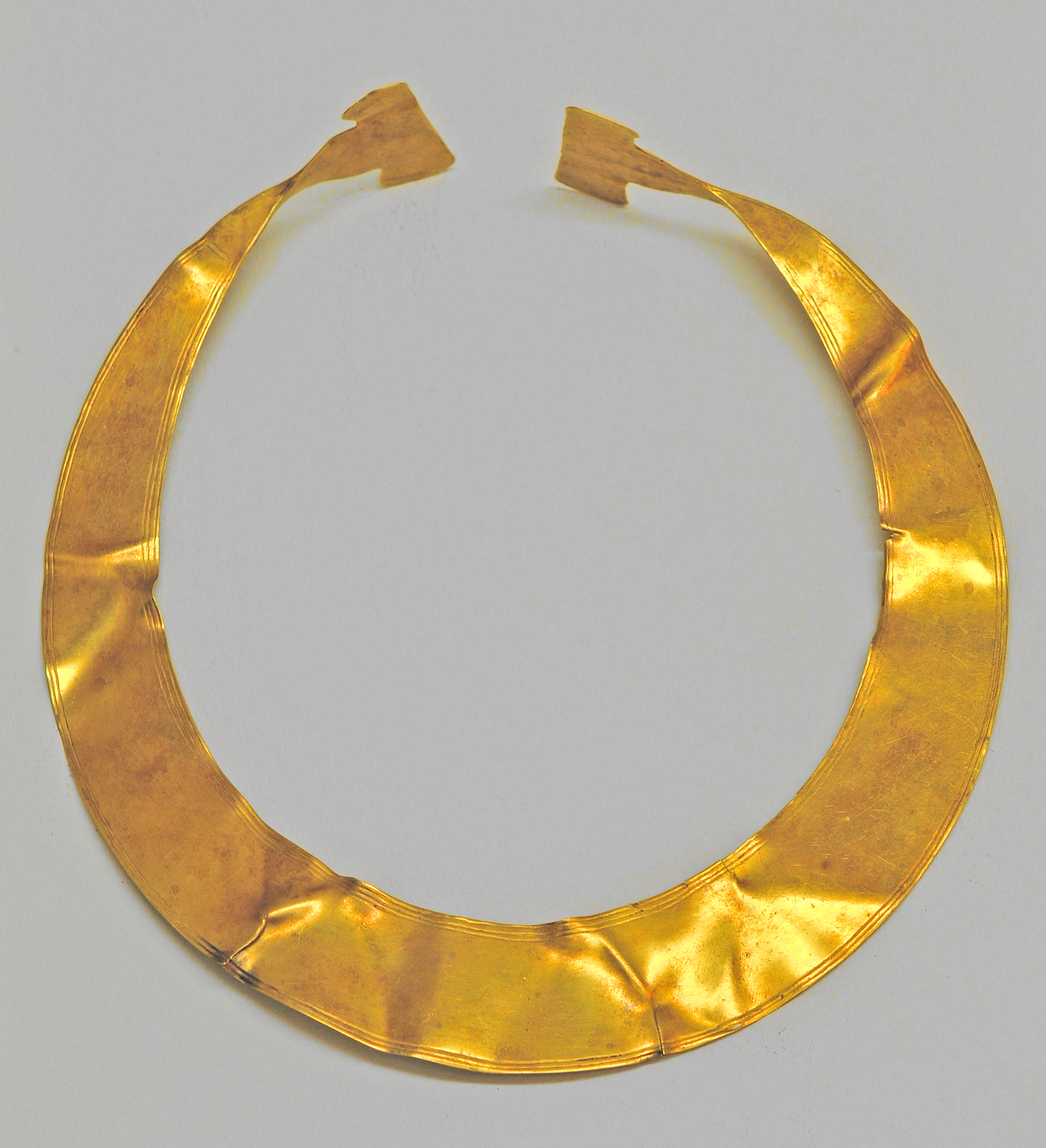
Die Goldlunula von Schulenburg

Die Goldlunula von Schulenburg ist eine aus Gold gefertigte Lunula. Sie wurde im April 1911 von dem Landwirtssohn Alten jun. bei der Rodung eines Waldstückes in der Flur 8 von Schulenburg (jetzt Stadt Pattensen) in der Region Hannover in Norddeutschland im Wurzelwerk eines Ahornbaumes in 30 cm Tiefe freigelegt und anschließend an das Provinzialmuseum Hannover verkauft.

## Bedeutung des Fundstückes
Das Fundstück ist eine der wenigen Goldlunulae, die in Deutschland und auf dem europäischen Festland ausgegraben wurden. Sie entstand in der Frühen Bronzezeit und wurde damals wahrscheinlich aus Irland importiert. Dieser Fund in der Nähe von Adensen weist auf die bereits damals bestehenden weitreichenden Handelsbeziehungen nach Irland hin. Dort sind die meisten der Goldlunulae aufgefunden worden; deshalb gilt Irland als ihr Herstellungsort.
Meist werden die irischen Lunulae als Halsschmuck gedeutet. Neben den seltenen Goldlunulae gab es seinerzeit auch zahlreiche Nachbildungen aus Bronze, die vermutlich jeweils vor Ort von einheimischen Bronzegießern angefertigt wurden. In Portugal sind auch Nachbildungen der Goldlunula aus Schiefer aufgefunden worden. Die Nachbildungen könnten ein Hinweis darauf sein, dass die Lunulae für kultische Aufgaben benötigt wurden. Wenn das der Fall war, dann bestand eine großräumige Kultgemeinschaft mit einer einheitlichen Gottesvorstellung in Irland, Großbritannien und im Norden und Westen des europäischen Festlandes.

## Etymologie
Die Goldlunula erinnert durch ihre goldene Farbe und ihre sichelartige Form an das Aussehen der Sichel des Mondes. Ihr Name ist abgeleitet von dem lateinischen Wort lunula, ‚kleiner Mond‘.

## Eigenschaften
Diese Goldlunula hat eine Größe von 17,1 × 17,6 cm und wiegt 117,7 Gramm. Sie besteht zu etwa 94 % aus Gold und zu etwa 6 % aus Verunreinigungen von Silber, Kupfer und Eisen. Arbeitsspuren an ihrer Oberfläche lassen erkennen, dass das etwa 0,5 mm dünne Goldblech sorgfältig und in gleichmäßiger Stärke aus einem Goldgussklumpen ausgeschmiedet und danach poliert worden ist. Die Vorderseite wurde an der Innenkante mit drei und an der Außenkante mit zwei dünnen Rillen verziert, die eingemeißelt oder eingepunzt und danach mit einem feinen Stichel nachgearbeitet worden sind. Da es in der Bronzezeit noch keine Eisenwerkzeuge gab, hat man wahrscheinlich Werkzeuge aus Bronze verwendet. Die Lunula verjüngt sich von der Mitte zu den beiden Enden hin und gewinnt dadurch das Aussehen einer Sichel. Ihre Enden sind zum Verlauf der Sicheln rechtwinklig gedreht und verbreitern sich dann fast viereckig. Die Beschädigungen entstanden während des Fundes bei ihrer gewaltsamen Trennung von den Baumwurzeln.

## Fundgeschichte
Anfang April 1911 waren Waldarbeiter damit beschäftigt, ein Waldstück in der Flur 8 von Schulenburg zu roden, um neues Ackerland freizulegen. Der Landwirtssohn Alten jun. aus Schulenburg zerkleinerte nach der Fällung eines mächtigen Ahornbaumes den Stubben mit einem Beil und stieß in 30 cm Tiefe auf einen Metallgegenstand, der zwischen den Wurzeln festgewachsen war und sich nicht herausbrechen ließ. Um den in Erde eingebackenen lästigen Metallgegenstand zu trennen, schlug er mit festen Axthieben auf das Wurzelholz ein, bis der Erdklumpen mit dem eingeschlossenen Metallgegenstand herausfiel. Da der Landwirtssohn annahm, es handele sich bei dem Fund um einen alten Eimerhenkel, warf er den Erdklumpen beiseite und packte das Wurzelholz zusammen, um es als Brennholz auf den elterlichen Hof zu bringen.
In den nächsten Tagen setzte Starkregen ein, der die Goldlunula von der Erde freiwusch. Ein Waldarbeiter, der nach der Wetterbesserung an seinen Arbeitsplatz zurückkehrte, sah das Gold in der Sonne aufblitzen. Er nahm den Fund an sich und übergab ihn dem Waldbesitzer, der sich einige Tage danach von einem Goldschmied in Hannover beraten ließ. Der Goldschmied erkannte den materiellen und wissenschaftlichen Wert des Fundes und empfahl dem Besitzer, das Provinzialmuseum Hannover aufzusuchen. Als der Waldbesitzer den Fund dort vorlegte und als das Museum am Ankauf interessiert war, gelangte die Goldlunula in den Museumsbestand.
1911 wurde keine Nachuntersuchung des Fundortes durchgeführt. Deshalb blieb ungeklärt, ob es sich um einen Grabfund, einen Opferfund oder um einen Verwahrfund handelt.
Der Fund ist im Original im Niedersächsischen Landesmuseum Hannover und in Kopie in dem Museum auf dem Burghof in Springe ausgestellt.